# Scaphechinus
Genre
Scaphechinus est un genre d'oursins Clypéastéroïdes (sand dollars), le seul actuel de la  famille des Scutellidae.

## Caractéristiques
Ce sont des oursins plats, d'où leur surnom anglais de sand dollars, du fait de leur ressemblance avec une grosse pièce. 
Leur forme est arrondie, avec un test (coquille) presque parfaitement discoïdal et uniforme, couvert de radioles (piquants) fines et courtes formant un tapis permettant la progression dans le sable. Les spécimens morts laissent apparaître une grande « fleur » de pores ambulacraires sur leur face supérieure, aux cinq pétales arrondis et fermés. La bouche est très réduite, et occupe une position centrale sur la face inférieure ; la lanterne d'Aristote (appareil masticateur) est modifiée en « moulin à sable » plat. L'anus est situé à mi-distance entre la bouche et la périphérie postérieure du test.
Dans ce genre, le test est en forme de disque, ou subpentagonal. La face orale est plate, et la face aborale légèrement bombée. 
La portion adapicale du test est déprimée, et fait apparaître la marge extérieure gonflée ; la dépression continue interradialement jusqu'à l'ambitus pour former un canal étroit. 
Le disque apical est central, avec 4 gonopores. 
Les partitions internes radiales sont bien développées et irrégulières. 
Les pétales postérieurs sont plus courts que les antérieurs. Ils sont ouverts distalement ou convergents. 
Les zones interambulacraires sont presque aussi larges que les ambulacraires à l'ambitus. 
Tous les interambulacres sont disjoints sur la face orale. La seconde paire de plaques ambulacraires est bien plus large que les autres. 
Le périprocte est marginal, s'ouvrant entre la 4e paire de plaques interambulacraires. 
Des sillons nourriciers sont présents, qui bifurquent sur la seconde paire ambulacraire, mis sans ramification distale.
Ce genre est apparu au Miocène, et demeure représenté en mer du Japon.

## Liste des espèces
Selon World Register of Marine Species (22 mai 2015) :
- Scaphechinus brykovi Budin, 1983 -- Mer du Japon
- Scaphechinus griseus (Mortensen, 1927) -- Mer du Japon
- Scaphechinus mirabilis A. Agassiz, 1864 -- Mer du Japon (espèce-type)
- Scaphechinus tenuis (Yoshiwara, 1898) -- Mer du Japon

L'Echinoid Directory en cite deux espèces fossiles : 
- Scaphechinus tsudai (Morishita, 1950) -- Miocène, Japon.
- Scaphechinus raritalis (Nisiyama, 1951) -- Miocène-Pliocène, Japon.

Scaphechinus griseus (Japon).
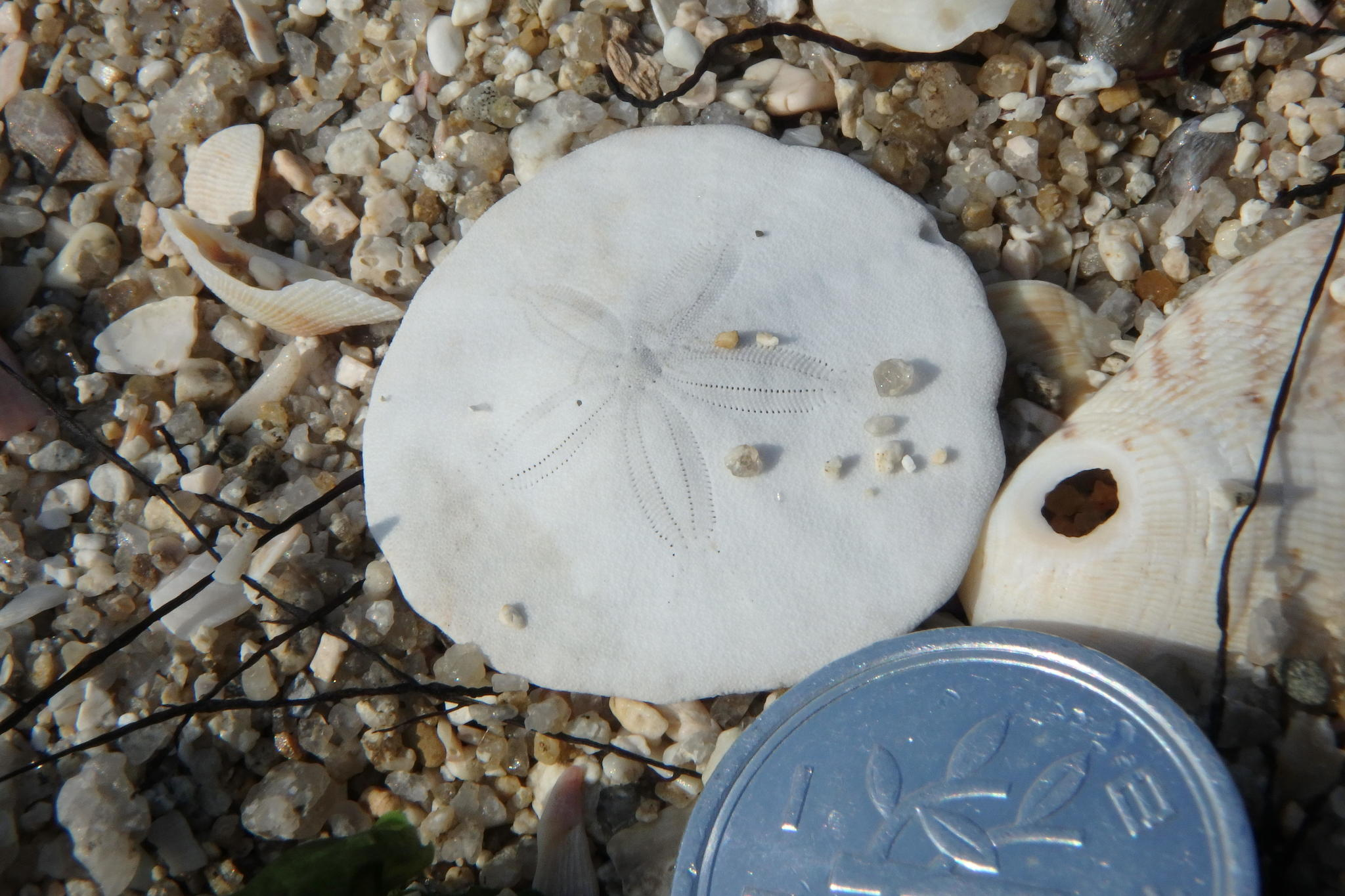
Test de Scaphechinus mirabilis trouvé près d'Osaka, au Japon.
Scaphechinus tenuis (Japon).